# Regionalflughafen Marquette Sawyer

i7
i11
i13
Der Marquette Sawyer Regional Airport (IATA-Code: MQT, ICAO-Code: KSAW, FAA-LID: SAW) ist ein öffentlicher Flughafen, 31 km südlich von Marquette im Marquette County, Michigan in den Vereinigten Staaten.

## Flughafendaten
Er hat eine Asphalt/Beton-Piste mit 2765 m Länge und 46 m Breite. Die Fläche des Flughafens beträgt 850 ha. Die Seehöhe beträgt 367 m.

## Geschichte
1937 wurde der erste offizielle County-Flughafen in Negaunee Township eröffnet. Er blieb dort über ein Jahrzehnt, bis er 1948 nach Sands südlich von Marquette übersiedelte. Im Jahre 1957 pachtete die US-Luftwaffe den Standort. Im Jahre 1994, nach fast 40 Jahren Betrieb, wurde der US-Luftwaffenstützpunkt geschlossen. Im Jahr 1999 wurde der Sawyer International Airport offiziell eröffnet. Der erste ankommende Flug einer kommerziellen Fluggesellschaft, der Northwest-Airlines-Flug 2961 von Detroit zum Sawyer International Airport, landete am 22. September 1999 um 11:30 Uhr.
Im März 2023 wurde der Flughafen in Marquette Sawyer Regional Airport umbenannt.

## Flugbetrieb
Im Jahre 2022 wurden 42.664 Passagiere befördert. Im selben Jahr fanden 17.889 Flugbewegungen statt, davon 5.769 lokale Bewegungen, 4.320 Zwischenlandungen, 6.212 Air-Taxi-Flüge, 239 Frachtflüge und 1.349 militärische Flüge. In diesem Jahr waren hier 36 einmotorige und 4 zweimotorige Flugzeuge sowie 1 Jetflugzeug stationiert.
Die wichtigsten Fluggesellschaften für den Flughafen sind Delta Air Lines und American Airlines.